# Батыр Баян (поэма)
«Батыр Баян» — поэма, написанное казахским писателем Магжаном Жумабаевым.

## Краткое содержание
В этой поэме рассказывается о герое по имени Баян, служившем в войске Абылай-хана. Во время сражения Батыр Баян пленил красивую девушку-калмычку. Главный герой влюбился в нее, но у девушки не возникло ответных чувств. Имя этой калмыцкой девушки — Куралай. Куралай полюбила младшего брата Баяна Нояна, поэтому они сбежали на родину девушки. Батыр Баян преследовал их, поскольку считал это предательством родины. Догнав их, Баян застрелил младшего брата, а также сбил с лошади девушку. А позже, убив их, Баян понимает, что сделал это из-за любви, а не потому, что посчитал их поступок предательством. Осознав свою вину, он похоронил Куралай и Нояна вместе. После этого Батыр Баян отправился к калмыкам со 100 джигитами, несмотря на то, что не получил разрешения Абылай-хана. В результате того боя Батыр Баян погиб.

## Персонажи произведения
- Батыр Баян — главный герой поэмы. Он герой казахского народа и ближайший соратник Абылай-хана. Его характер патриотичен и очень горд. В конце поэмы он погибает в сражении.
- Ноян — 15-летний младший брат Батыра Баяна, который готов на все ради своей любви и считается предателем по мнению Баяна. В конце поэмы он погибает от руки Батыра Баяна.
- Куралай — красивая, хитрая, 14-летняя дочь калмыцкого воина. Когда герой Баян нападает на ее деревню, он захватывает Куралай и сразу же влюбляется в нее. Однако Куралай ничего не чувствовала к Баяну. В конце поэмы погибает от рук Баяна.
- Абылай-хан — великий хан казахского народа, воевавший с калмыками. Он запретил Баяну вступать в сражение с калмыками. Однако главный герой не прислушался к его словам.

## История создания
Во времена Абылай-хана в роду Уак Среднего жуза был батыр по имени Баян. С этим героем случилась человеческая драма и трагедия. При нападении на калмыцкий стан герой пленил красивую калмыцкую девушку. И Баян, и его младший брат Ноян влюбляются в эту девушку. Но девушка отказалась стать женой героя и сбежала к своему народу вместе с Нояном. В конце концов Баян убил своего младшего брата за то, что тот якобы предал Родину. Эту легенду Магжан писал ночь напролет без сна в 1921 году в квартире Мухтара Ауэзова в Ташкенте.

## Значение
Эта поэма, завершившаяся трагедией, является вершиной поэзии Магжана. Магжан сумел передать красоту природы того времени, написанную на реалистической основе. Эта поэма рассказывает не только историю, но и повествует о храбрости и свободе[уточнить].